# Anoplodactylus jonesi
Anoplodactylus jonesi är en havsspindelart som beskrevs av Child, C.A. 1974. Anoplodactylus jonesi ingår i släktet Anoplodactylus och familjen Phoxichilidiidae. Inga underarter finns listade i Catalogue of Life.